# Stazione di Castel di Sangro (FAS)
Stazione di Castel di Sangro 2007-ben bezárt vasútállomás Olaszországban, Castel di Sangro településen.

## Vasútvonalak
Az állomást az alábbi vasútvonalak érintették:
- Sangritana-vasútvonal

## Kapcsolódó állomások
A vasútállomáshoz az alábbi állomások vannak a legközelebb: